# Personnalités et sida

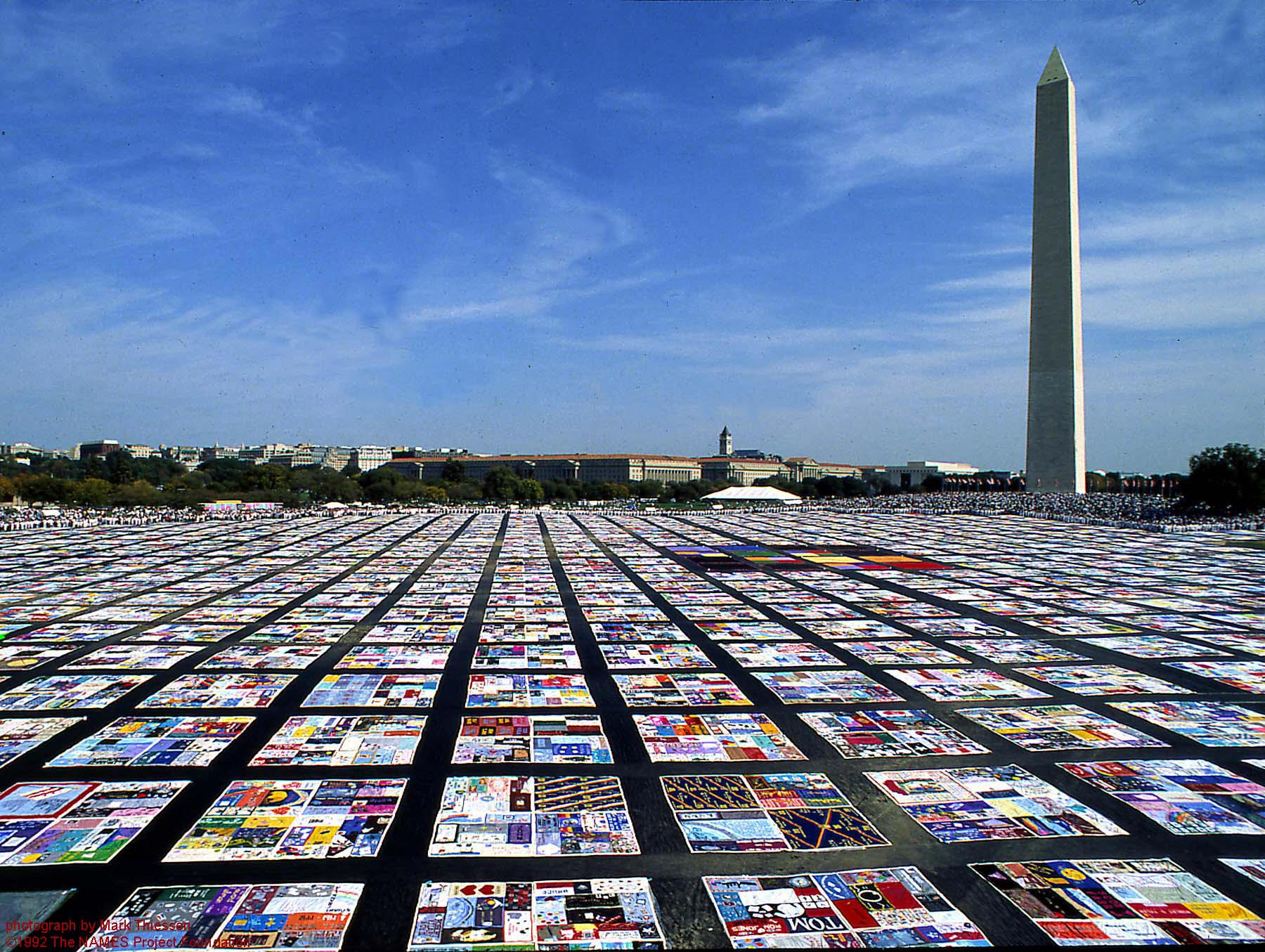
Photographie de lAIDS quilt, à Washington, mémorial représentant les personnes mortes du sida, dont de nombreuses personnalités.

Le sida, peut parfois être handicapant socialement, a un impact important sur la biographie de personnes en vue dans les médias et atteintes par cette maladie. De manière générale, touchées ou non par le virus, de nombreuses personnalités s'impliquent dans la lutte contre le sida, au travers de campagnes menées par des associations ou des institutions comme l'Onusida ou le Pnud.

## Médias, célébrités et sida

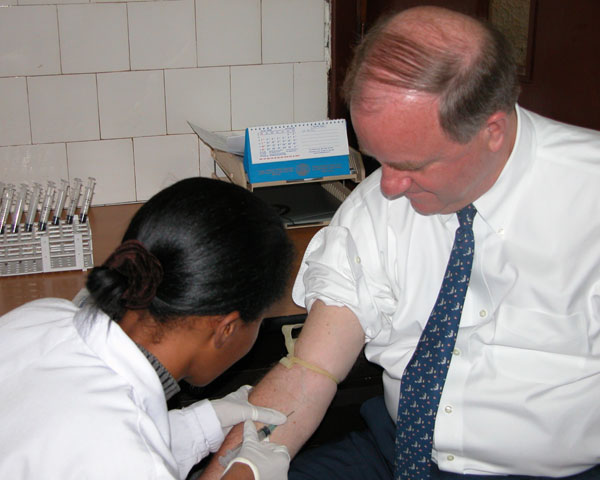
Randal Tobias, subissant publiquement le test VIH en Éthiopie, pour lutter contre la stigmatisation attachée à cette pratique.

Rock Hudson, première personnalité publique à faire connaître sa maladie lorsqu'il fut hospitalisé à Paris en 1985, créa un choc parmi le public. Annonçant sa maladie par le biais de son agent de presse, il espérait ainsi lutter contre la stigmatisation subie par les porteurs de cette maladie. Plus tard, une de ses proches, Elizabeth Taylor, s'impliqua dans la lutte contre le sida, créant une fondation destinée à la recherche.
L'une des toutes premières célébrités mortes du sida, Klaus Nomi, devint un symbole des dangers de cette maladie, comme le furent également John C. Holmes, Jorge Donn, Héctor Lavoe, ou encore Freddie Mercury (un concert en son hommage le 20 avril 1992 servit à récolter des fonds pour la lutte contre le sida). D'autres personnalités atteintes par le sida, à l'image d'Arthur Ashe, choisirent de s'impliquer dans la lutte contre cette maladie, témoignant sans hésitations, comme le fit Guy Hocquenghem à son époque. Ainsi Cleews Vellay, déclarant sa maladie à une époque où elle était encore stigmatisée socialement, permit le recul des préjugés. Des artistes ou des intellectuels atteints par cette maladie en firent également un sujet important ou central de leurs œuvres, à l'image de Cyril Collard, de Hervé Guibert, Pascal de Duve, ou encore Keith Haring. D'autres, sans s'impliquer dans la lutte contre cette maladie (ignorant parfois pendant longtemps qu'ils en étaient atteints), firent le choix de la déclarer ouvertement au grand public, comme Eazy-E, tandis que d'autres (Isaac Asimov, conseillé par ses médecins, ou Fela) choisirent de leur côté de la cacher, à cause de la stigmatisation sociale qui y était associée (vue comme une "maladie d'homosexuel ou de toxicomane" voire comme un "châtiment divin"), ou de simplement la nier (Rudolf Noureev,...), leurs proches finissant par dévoiler les raisons de leurs morts. Nelson Mandela annoncera ainsi la mort de son fils en janvier 2005 des suites du sida, annonce qui fut pour lui une façon de lutter contre ce tabou qui exclut de la société de nombreuses personnes infectées.
Aux États-Unis, l'évocation de la séropositivité de célébrités est notamment un moyen de lutte et de communication lors des campagnes d'informations antisida ("Aids does not discriminate" : le sida ne fait pas de distinction), tout comme l'existence de nombreux mémoriaux dédiés aux victimes du sida (mais pas uniquement des personnalités). Le directeur de l'Onusida, Peter Piot, avait également déclaré dans une interview donnée en 1999 que si toutes les personnalités infectées par le VIH rendaient le fait public, cela aurait un immense impact sur la lutte contre le sida en appuyant les campagnes d'information.
Au Burkina Faso, Christine Kafando fut la première femme avouer être atteinte du sida à la fin des années 1990.

## Quelques personnalités décédées des suites du VIH
Les personnes listées ici ou leurs proches ont déclaré publiquement leur infection par le sida.
Par décennie :

### 1981-1990
- Patrick Cowley, compositeur disco, fut l'un des premiers artistes américains à succomber du sida. Mort en 1982.
- Klaus Nomi, chanteur allemand et icône de la scène new wave en 1980. Mort en 1983.
- Jobriath (en) (1946-1983) chanteur rock américain.
- Michel Foucault, philosophe français dont la mort des suites du sida entraîna la création de la première association française de lutte contre la maladie, AIDES[5]. Décédé en 1984, les causes de sa mort ne furent pourtant rendues publiques que plusieurs années plus tard.
- Sterling Saint Jacques, chanteur, comédien, mannequin et danseur américain. Mort en 1984.
- Rock Hudson, acteur américain, dont l'annonce du décès des suites du sida attira l'attention du public américain sur cette maladie, puisqu'il est la première personnalité au monde à avoir révélé sa maladie. Mort en 1985.
- Gia Marie Carangi, mannequin américaine de la fin des années 1970 au début des années 1980. Elle est considérée comme le premier top model. Après être devenue dépendante à la drogue, sa carrière de mannequin déclina rapidement. Infectée par le VIH, elle meurt du sida en 1986.
- Steve Tracy, acteur américain connu pour son rôle de Percival Dalton dans la série La Petite Maison dans la prairie. Mort en 1986.
- Robert Drivas, acteur américain, mort en 1986 de complications lié au sida.
- Thierry Le Luron, humoriste français. Il meurt en 1986, officiellement d'un cancer des cordes vocales, mais de nombreuses sources évoquent le sida : ce n'est que le 22 mars 2010 que Line Renaud lève le voile sur la maladie de Thierry Le Luron dans l'émission Sept à huit[6].
- William « Bill » Kraus, célèbre militant américain pour le droit des homosexuels, il fut un des collaborateurs d'Harvey Milk, premier conseiller municipal ouvertement gay de San Francisco. Il mena une lutte acharnée auprès du Congrès des États-Unis pour le développement des droits civiques des homosexuels. Il participa également aux premières tentatives d'éradication du SIDA (à l'époque, pas encore identifié comme tel), à la fin des années 1970, en essayant, avec l'aide de certains médecins du CDC (centre épidémiologique d'Atlanta, Géorgie), de faire fermer les bains saunas de San Francisco, à l'époque lieu privilégié de la propagation du virus au sein de la communauté homosexuelle. Il fut interprété par l'acteur anglais Sir Ian McKellen (également militant de la cause homosexuelle) dans Les Soldats de l'Espérance, sorti en 1993. Mort le 25 janvier 1986.
- Jerry Smith, joueur de football américain, détenant le record de la NFL pour le plus grand nombre de touchdowns. Il est le premier ancien athlète professionnel à mourir du Sida. Il est décédé de la maladie à l’âge de 43 ans le 15 octobre 1986
- Mark Ashton, militant britannique de la cause homosexuelle. Mark Ashton était un ami de Jimmy Somerville et Richard Coles et la  ballade For a Friend (en) dans l'album Red du duo britannique pop The Communards a été écrite en sa mémoire. Le film de Constantínos Giánnaris Jean Genet Is Dead (1989)16 est dédié à sa mémoire. Le 25 septembre 2018, le Conseil de Paris attribue au jardin jouxtant l’hôtel d'Angoulême Lamoignon la nouvelle dénomination de « Jardin de l’Hôtel Lamoignon - Mark-Ashton », en sa mémoire.
- Copi, dessinateur et homme de théâtre. Mort en 1987.
- Liberace, pianiste américain extravagant, spécialisé dans la virtuosité démonstrative. Mort en 1987.
- Dieter Schidor, acteur allemand. Mort du sida le 17 septembre 1987.
- Daniel Varsano, pianiste classique, compagnon de Thierry Le Luron. Mort en 1988.
- Sylvester, chanteur disco, mort du sida en 1988, un an après son compagnon Rick.
- Guy Hocquenghem, intellectuel et auteur homosexuel engagé qui consacrera un ouvrage partiellement autobiographique, Ève, à ce sujet. Restant discret à propos de sa maladie, il n'hésitait pas cependant à en faire état. Mort en 1988.
- John C. Holmes, acteur pornographique qui continua à tourner sans préservatifs après avoir appris qu'il était atteint du sida. Le documentaire Wadd: The Life and Times of John C. Holmes évoque notamment la maladie de l'acteur. Mort en 1988.
- Youri Egorov, pianiste classique. Mort en 1988.
- Mike Beuttler, pilote automobile. Mort à Los Angeles en 1988.
- Timothy Patrick Murphy, acteur américain, né le 3 novembre 1959. Il a joué entre autres le rôle de Mickey Trotter dans la série télévisée Dallas, et mort du sida le 6 décembre 1988
- Jean-Paul Aron, écrivain, essayiste, neveu de Raymond Aron, est le premier intellectuel français à révéler sa séropositivité en faisant la une du Nouvel Observateur avec un titre choc « Mon sida », le 30 octobre 1987, réitérant ce coming out lors d'une intervention télévisée au journal de treize heures d'Antenne 2, le 21 juin 1988[7].
- Robert Mapplethorpe, photographe américain, celui-ci avait choqué l'opinion par l'homo-érotisme provocateur de ses clichés. Mort en 1989.
- Mark Morrisroe, photographe américain. Mort en 1989.
- Alvin Ailey, chorégraphe américain. Mort du sida en 1989.
- Bernard-Marie Koltès, dramaturge français, auteur du Retour au désert et de Roberto Zucco. Mort en 1989.
- Rémi Laurent, acteur français, il interprétera le fils d'Ugo Tognazzi, dans la Cage aux folles. Mort en 1989.
- Scott Ross, claveciniste classique. Mort en 1989.
- Amanda Blake, actrice américaine, son décès a été initialement attribué à un cancer de la gorge, mais après son décès, son médecin a annoncé publiquement que son décès était dû à des complications du sida, Morte en 1989.
- Merritt Butrick, acteur américain Il a joué en autre dans deux films Star Trek, Mort en 1989.
- Bruce Chatwin, écrivain britannique. Mort en 1989.
- Paul Shenar, acteur américain, connu pour avoir incarné Alejandro Sosa dans Scarface, décédé en octobre 1989, à la suite des complications de la maladie[8]
- Steve Rubell, entrepreneur américain et propriétaire du club Studio 54 à New York. Mort du sida en 1989.
- Bruno Carette, humoriste membre des Nuls, décédé d'une infection opportuniste rendue possible par le sida en décembre 1989.
- Keith Haring, artiste américain, il apprit sa maladie en 1988. L'année suivante, il fonda la Fondation Keith Haring, destinée à la lutte contre le sida, en finançant des organisations et des programmes de lutte contre cette maladie. Il devint ainsi une des personnalités les plus engagées de cette cause, réalisant par ailleurs de nombreuses œuvres destinées aux campagnes anti-sida. Mort en 1990.
- Jacques Demy, réalisateur français. Décédé en 1990 du sida, ce qui n'a été révélé qu'en 2008.
- Roy Halston Frowick, créateur de mode américain, icône au milieu des années 1970. Mort en 1990.
- Ian Charleson, acteur du film Les Chariots de feu et Gandhi, Mort le 6 janvier 1990.
- Sergio Galeotti, architecte italien et associé de Giorgio Armani, meurt de complications liées au Sida en 1985.
- Hervé Guibert, écrivain qui plaça le sida au cœur de son œuvre, et qui dévoila sa maladie en 1990 dans l'ouvrage  A l'ami qui ne m'a pas sauvé la vie. Mort en 1991.
- Ondrej Nepela, patineur sur glace tchécoslovaque (Slovaque), mort en 1988

### 1991-2000
- Michael Kühnen, leader d’extrême droite et néo-nazi allemand, principal héritier du courant « homo-nazi ». Mort du SIDA le 25 avril 1991.
- Larry Kert, acteur de théatre américain, mort en 1991
- Anne Caudry, actrice française. Morte le 23 août 1991.
- T'ang Haywen, artiste peintre d'origine chinoise, meurt le 9 septembre 1991 de complications respiratoires liées au SIDA. Il avait été diagnostiqué quelques semaines auparavant.
- Freddie Mercury, chanteur de rock lyrique et leader du groupe Queen. Devint l'un des plus célèbres symboles des dangers de la maladie, auxquels de nombreux hommages furent rendus à travers de nombreux spectacles dont les fonds furent reversés à la lutte contre le sida. Après des mois de rumeurs colportées par la presse à scandale, il rendit sa maladie publique le 23 novembre 1991 et mourut le lendemain, le 24 novembre 1991.
- Brad Davis, acteur américain, connu en particulier pour son interprétation du personnage de Billy Hayes dans le film Midnight Express. Il s'est fait diagnostiquer en 1985 et garda le secret sur sa maladie jusqu'à sa mort. Bien que l'annonce de son décès ait évoqué le sida, il est en fait mort d'une surdose de drogue intentionnelle. Mort en 1991 à Los Angeles.
- Kevin Peter Hall, acteur américain de grande taille (2,19 m), a joué le monstre dans Predator et dans la série TV Superminds dans les années 1980, mort en 1991 du sida qu'il avait contracté lors d'une transfusion sanguine.
- Miles Davis, compositeur et trompettiste de jazz américain, mort le 28 septembre 1991 du sida.
- Tony Richardson, de son vrai nom Cecil Antonio Richardson, cinéaste britannique mort en 1991.
- Jorge Donn, danseur dont la maladie était connue des personnes de son milieu. L'annonce de sa mort en 1992 restera pudique, expliquant son décès des suites « d'une longue maladie »[9]. Maurice Béjart organisa par la suite un ballet, Le presbytère, en son hommage et en celui de Freddie Mercury, dont les fonds furent reversés à la fondation Farha pour la lutte contre le VIH. Mort en 1992.
- Peter Allen, compositeur, chanteur et ex mari de Liza Minnelli. L'une de ses chansons les plus célèbres, I Go to Rio, sera reprise par Claude François sous le titre Je vais à Rio. Mort en 1992.
- Denholm Elliott, acteur de théâtre et de cinéma britannique réputé, connu pour avoir incarné Marcus Brody dans les Aventuriers de l'arche perdue et Indiana Jones et la Dernière Croisade. Bisexuel, il s'est fait diagnostiquer porteur du virus du sida en 1987. Mort en octobre 1992, de la tuberculose liée à la maladie.
- Isaac Asimov, contaminé par transfusion sanguine et mort en 1992 de cette maladie, la garda secrète sur les conseils de ses médecins. Ils la tinrent secrète jusqu'en 2002. Après leur mort, la veuve d'Asimov, déclarant avoir été en désaccord avec eux, rendit la maladie publique[10].
- Anthony Perkins, acteur américain, connu pour avoir incarné Norman Bates dans le film Psychose d'Alfred Hitchcock. Mort du sida en 1992.
- Serge Daney, un critique cinématographique français, meurt des suites du sida en 1992.
- Robert Reed, acteur américain mort en 1992.
- Dominique Bagouet, chorégraphe français, mort le 9 décembre 1992.
- Nicky Crane, activiste néo-nazi britannique mort du SIDA en 1993.
- Pascal de Duve, écrivain et philosophe belge, qui a réalisé un voyage transatlantique à l'annonce de son sida dont il a fait le récit dans Cargo Vie. Mort en 1993.
- Cyril Collard, réalisateur dont l'œuvre traite largement de la séropositivité. Il réalisa notamment le film autobiographique les Nuits fauves sur ce thème. Mort en 1993.
- Héctor Lavoe, chanteur de salsa, attira l'attention sur le fait que les usagers de drogues, particulièrement les classes sociales défavorisées comme les latinos y étaient exposés[11]. Après sa mort, sa maison de disques, Fania, versa les bénéfices rapportés par ses disques à sa famille et à l'association de lutte contre le sida "Hispanic AIDS forum". Mort en 1993.
- Arthur Ashe, célèbre joueur de tennis afro-américain, contaminé par transfusion sanguine. Il garda sa maladie privée jusqu'au 8 avril 1992, alors que le journal USA Today était sur le point de la révéler. Il devint par la suite un défenseur et militant des droits des séropositifs à travers le monde. Mort en 1993.
- Rudolf Noureev, danseur étoile. Mort en 1993.
- Cleews Vellay, militant de la cause homosexuelle et des malades du VIH et un des tout  premiers à rendre sa maladie publique, au cours du 1er Sidaction. Mort en 1994.
- Colin Turnbull, anthropologue britannique. Mort en 1994. Son compagnon et collaborateur américain, le Dr Joseph Towles, décède également du sida en 1988.
- Dan Hartman, compositeur, bassiste et chanteur, il connaît le succès en 1979 avec les titres Instant Replay et Relight My Fire. Mort en 1994.
- Derek Jarman, réalisateur, scénariste, acteur. Il meurt des suites du sida en 1994 à Londres
- Yves Navarre, écrivain français. Séropositif, il se suicide aux barbituriques en 1994.
- Patrick Esposito Di Napoli, musicien québécois, membre du groupe Les Colocs. Il écrit et chante la chanson Séropositif Boogie. Mort en 1994.
- Eazy-E, rappeur américain qui fut admis à l'hôpital pour ce qu'il croyait être une bronchite. On lui diagnostiqua le sida. Il rendit sa maladie publique presque immédiatement. Mort en 1995.
- Jimmy McShane, le frontman du groupe « Baltimora » dont la chanson Tarzan Boy, s’est classée 3e en Angleterre. Même s'il n’était pas le chanteur, il est le visage incontournable des années 80. Mort en 1995
- Jean-Luc Lagarce, dramaturge contemporain le plus joué en France, auteur du Pays lointain et de Juste la fin du monde. Mort en 1995.
- Antony Hamilton, acteur britannique, ayant joué dans les séries Espion modèle, Mission impossible, 20 ans après, mort des suites du sida en mars 1995
- Jack Thieuloy, écrivain français, atteint du sida et mort d'un arrêt cardiaque le 18 février 1996.
- Arnaud Dombre, auteur de bandes dessinées, mort des suites du sida le 7 juillet 1996.
- Éric Doye, acteur français, a joué dans Joëlle Mazart, pensionnaire de la Comédie française, mort des suites du sida à Montpellier le 31 juillet 1996.
- Fela Kuti, chanteur, saxophoniste, chef d'orchestre et homme politique nigérian dont la famille dévoila la maladie le lendemain de son décès, pour lutter contre le tabou lié à cette maladie[12]. L'annonce créa un choc au Nigeria, où la maladie était perçue comme une spécificité de "l'homme blanc". Mort en 1997.
- Jermaine Stewart, chanteur des 80's et célèbre pour sa chanson "We Don't Have To Take Our Clothes Off". Mort en 1997.
- Sirpa Lane, actrice finlandaise, morte du sida en 1999.
- Elie Kakou, humoriste et acteur franco-tunisien, mort du sida en juin 1999.
- Didier Derlich, astrologue et voyant français. Mort en 2000.
- Ofra Haza, chanteuse israélienne. On dissimula la cause du décès mais quelques années plus tard on sut qu'elle était morte des suites du sida, en 2000.

### 2001-2010
- Gene Anthony Ray, acteur et danseur américain, surtout connu pour son rôle de Leroy Johnson dans le film Fame (1980) d’Alan Parker et la série dérivée de 1982 à 1987. Mort du sida en 2003.
- Michael Jeter, acteur américain connu pour son rôle d'Ed Delacroix (le dresseur de souris) dans La Ligne verte, mais aussi pour son homosexualité, il a été déclaré séropositif en 1997, ce qu'il a révélé à Entertainment Tonight avant que sa maladie ne le soit dans les tabloïds[13], mort en 2003.
- Guillaume Dustan, écrivain français. Son homosexualité et sa séropositivité comptent parmi les principaux sujets de son œuvre ; ses propos et ses écrits causent plusieurs polémiques, notamment avec les associations de lutte contre la maladie. Il meurt en 2005 d'une surdose médicamenteuse accidentelle liée à son traitement.
- Mano Solo, chanteur et écrivain français ; fragilisé par le sida, il succombe à plusieurs anévrismes en janvier 2010. L'évocation de sa toxicomanie et de sa maladie reviennent régulièrement dans son œuvre.

### 2011-2020
- Winstone Zulu, militant zambien luttant contre le Sida et la Tuberculose, meurt le 12 octobre 2011, à la suite des complications du Sida.
- Alexis Arquette, actrice américaine transgenre et sœur de Rosanna, Patricia et David Arquette, succombe le 11 septembre 2016 à la suite de complications liées au sida.

### Années 2020
- Charlotte Valandrey, actrice, meurt le 13 juillet 2022, peu de temps après une deuxième greffe de cœur, rendue nécessaire par l'épuisement de son second cœur à cause de la trithérapie.